# تنوره دیو (فیلم)
تنورهٔ دیو فیلمی به نویسندگی و کارگردانیِ کیانوش عیاری محصول سال ۱۳۶۴ بنیاد سینمایی فارابی است. این فیلم در نوش‌آباد کاشان فیلم‌برداری شد و در ساخت آن در کنار بازیگران مطرح، از مردم محلی نیز کمک گرفته شد. تنورهٔ دیو، در چهارمین دوره جشنواره بین‌المللی فیلم فجر برندهٔ سه جایزهٔ سیمرغ بلورین در بخش کارگردانی، نقش دوم زن و نقش دوم مرد شده و در بخش فیلم‌برداری، شایستهٔ تقدیر شناخته شد.

## داستان
محمد علی پس از دو سال به زادگاهش بازمی‌گردد. قنات ده خشک شده و ساکنانش به کاروانسرای زیارتگاهی پناه برده‌اند. علت خشک شدن قنات چاه عمیقی است که فرد متمکنی به نام (کربلایی علی) در حریم قنات حفر کرده. محمد علی تصمیم می‌گیرد قنات کور شده را لایروبی کند. عقیل، دوست دورة کودکی او، و پدر سالخورده اش، که مقنی کار آزموده‌ای است، محمد علی را یاری می‌دهند. کلبعلی در صدد حفر چاه عمیق‌تری برمی آید، کش مکش آغاز می‌شود و سرانجام محمد علی و بابا عقیل به طرز فجیع از پا در می‌آیند. حسن علی، برادر محمد علی، نیز از کلبعلی انتقام می‌گیرد. فیلم در حالی که از یکی از چشمه‌های قنات آب جاری می‌شود و در گوشه‌ای دیگر دکل حفاری مشغول کار است به پایان می‌رسد.

## فیلم‌نامه
فیلم‌نامهٔ این فیلم، با گفتگویی با عیاری، پاییزِ سالِ ۱۴۰۳ منتشر شد.

## بازیگران
- جهانگیر الماسی
- مجید مظفّری
- سیروس گرجستانی
- فرزانه کابلی
- روح‌اله مفیدی
- محسن مکاری
- مهری مهرنیا
- ناصر گیتی جاه
- میرصلاح حسینی
- حمید دلشکیب
- مجتبی خشنودی
- محمد تاجیک
- نشاط
- عصمت نظری
- علیرضا غلامی
- مصطفی نوروزی
- جعفر نوروزی
- بهمن پسندی
- نصرت‌اله آقایی
- فخرالدین شعیبی
- چهره خشنودی
- شهره باباخانی
- اسماعیل محمدی